# Rute församling (kommunhuvudort i Spanien)
Rute församling är en kommunhuvudort i Spanien.   Den ligger i provinsen Province of Córdoba och regionen Andalusien, i den södra delen av landet, 300 km söder om huvudstaden Madrid. Rute församling ligger 658 meter över havet och antalet invånare är 10 559.
Terrängen runt Rute församling är huvudsakligen kuperad, men västerut är den platt. Runt Rute församling är det ganska glesbefolkat, med 38 invånare per kvadratkilometer. Närmaste större samhälle är Lucena, 13,8 km nordväst om Rute församling. Trakten runt Rute församling består till största delen av jordbruksmark.